# Montenegro (Brazília)
Montenegro egy község (município) Brazília Rio Grande do Sul államában, Porto Alegre metropolisz-övezetében (Região Metropolitana de Porto Alegre, RMPA). Népességét 2021-ben 66 157 főre becsülték.

## Története
A gyarmatosítás előtt ibiá indiánok lakták a területet, 1636-tól azonban Raposo Tavares bandeirante csapatai elűzték őket, falvaikat elpusztították. A hely egy évszázadig lakatlan volt, majd királyi földadományként (sesmaria) kapták meg a portugál gyarmatosítók. Első ismert telepese a São Paulo-i Inácio César de Mascarenhas volt, aki 1758-ban eladta a földet José Antônio Quibedes századosnak. Quibedes Fazenda de Montenegronak (Fekete-hegyi birtok) nevezte el a helyet, az ott található domb neve után. A birtokon 300 rabszolgát dolgoztattak, és a fő foglalatosság a szarvasmarha-tenyésztés volt, a szárított, sózott marhahúst (charque) pedig Porto Alegrebe, majd onnan Rio de Janeiroba szállították. A farm mellett település kezdett kialakulni, amely szintén felvette a Montenegro nevet, és ahol azori portugálok, továbbá a háborúkban megfáradt katonák telepedtek le. A települést folyamatosan zaklatták az indiánok, azonban az 1830-as évektől a portugálok csapatokat szerveztek és többször rajtukütöttek, míg végül elkergették az őslakosokat a vidékről. Szintén az 1830-as években franciák érkeztek a környékre a Brochier testvérek vezetésével és francia kolóniát létesítettek, meghonosították a földművelést, malmokat építettek (ebből a telepből alakult ki Brochier kerület, majd község).
A farroupilha-felkelés alatt Montenegro környéke több összecsapás színhelye volt. 1836-ban José Garcia kétszáz lázadót futamított meg, 1837-ben pedig a császáriak további két farrapó csapatot győztek le. A lázadás lecsengése után a vidék tovább fejlődött, azonban az előirányzott európai gyarmatosítás nem haladt a kívánt ütemben, bár több német településmag alakult. 1847-ben állami iskola létesült, 1867-ben pedig létrejött a São João Batista do Montenegro egyházközség, a helyet pedig Triunfo kerületévé nyilvánították. 1873-ban a települést kisvárosi (vila) rangra emelték, a kerület pedig függetlenedett és önálló községgé alakult São João de Montenegro néven.
A 19. század végét a monarchia-pártiak és a republikánusok közötti feszültségek jellemezték. 1894-ben a föderalista lázadók megostromolták a várost, azonban a helyiek visszaverték őket. 1895-ben ismét heves harcok folytak a föderalisták és a kormánypárti republikánusok között, június 7-én a lázadók elfoglalták és kifosztották a várost. A polgárháború végeztével a település újból a fejlődés útjára állt, 1895-ben megalakult a Haedrich gépgyár, 1898-ban megjelent az első újság (amelyet további portugál és német nyelvű újságok követtek), 1900-ban megkezdték a katolikus fiúiskola, 1903-ban a lányiskola építését. Utak, hidak, könyvtár, folyami kikötő épült, 1910-ben megnyílt a Caxias felé tartó vasútvonal. 1913-ban a községközpontot nagyvárosi (cidade) rangra emelték; ekkor 198 gyár és manufaktúra, 58 malom, 26 állami iskola volt a negyvenezres településen. 1916-ban São João de Montenegroról átnevezték Montenegrora. 1917-ben bevezették az áramot.
Az 1950-es években rádióállomás alakult, a Radio Sulina. Ebben az időben Montenegro iparában fontos szerepet töltött be a bőrfeldolgozás. Az ehhez használt csersavat a fekete akác kérgéből nyerték, a községben kiterjedt akácültetvények voltak, a várost pedig „a csersav metropoliszának” (Metrópole do Tanino) nevezték. Később a gazdaság szétágazott, kiterjedt, a csersavgyártás már nem volt jövedelmező, az ültetvényeket felszámolták. Montenegrót ezután „a bergamot városának”, majd „a művészetek városának” nevezték, azonban egyik jelző sem honosodott meg.

## Leírása
Székhelye Montenegro, további kerületei Costa Serra, Fortaleza, Pesqueiro, Santos Reis, Vendinha. A községközpont a Caí folyó partján, 34 méter tengerszint feletti magasságban, Porto Alegretől 40 kilométerre észak-északnyugatra helyezkedik el. Szubtrópusi éghajlatú, az átlaghőmérséklet nyáron 22,6 ºC, télen 14,9 ºC, a csapadék 1263 mm.
Egykoron „a csersav metropoliszának” nevezték kiterjedt akácültetvényei miatt, a 21. század elején azonban mezőgazdasága jelentéktelen, a gazdaság az ipar és a szolgáltatások között oszlik meg.
Híres szülötte Otelo Rodrigues Rosa költő.